# Гаркабуз
Гарка́буз (пол. Harkabuz) — село в Польщі, у гміні Раба-Вижна Новотарзького повіту Малопольського воєводства.
Населення — 578 осіб (2011).
У 1975—1998 роках село належало до Новосондецького воєводства.
Протікає річка Чєрна Орава.

## Демографія
Демографічна структура станом на 31 березня 2011 року:
|          | Загалом | Допрацездатний вік | Працездатний вік | Постпрацездатний вік |
| -------- | ------- | ------------------ | ---------------- | -------------------- |
| Чоловіки | 305     | 72                 | 199              | 34                   |
| Жінки    | 273     | 66                 | 157              | 50                   |
| Разом    | 578     | 138                | 356              | 84                   |